# Ferdinando Fuga

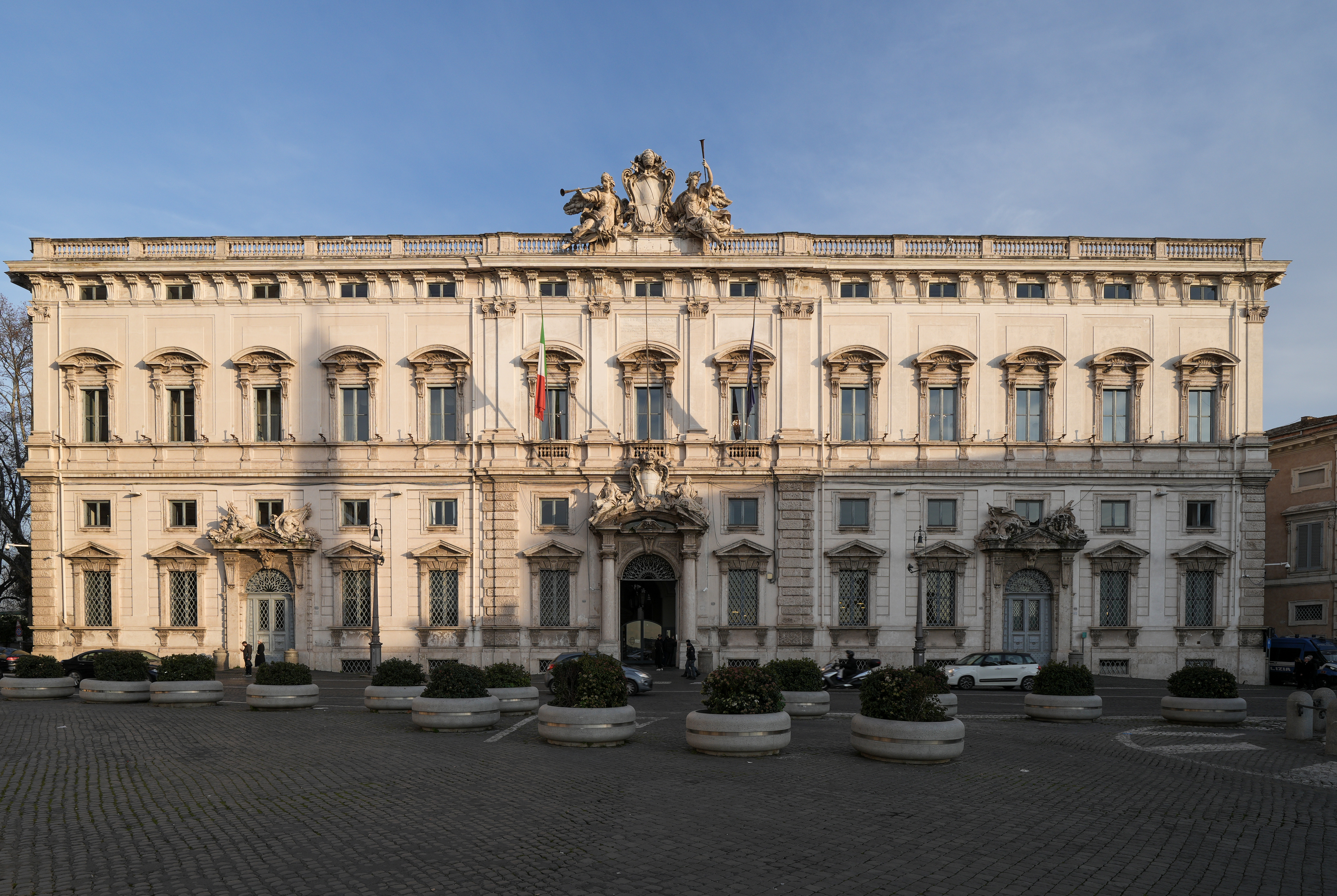
Palazzo della Consulta de Roma, obra de Ferdinando Fuga

Ferdinando Fuga (Florència, 1699 - Roma, 1781) va ser un arquitecte italià, situat a nivell estilístic entre el barroc tardà i el classicisme.
Va començar treballant amb Giovanni Battista Foggini, per a traslladar-se a Roma el 1717 on va completar la seva formació. El seu primer treball important va ser a Nàpols, a la capella del Palazzo Cellamare (1726-1727). Després, havent tornat a Roma el 1739, va ser nomenat arquitecte dels palaus pontificis per Climent XII i Benet XIV.
Va concloure el Palau del Quirinal (actual residència del President de la República d'Itàlia) i va treballar igualment a la façana de la Basílica de Santa Maria Major, el Palazzo della Consulta, l'església de Santa Maria dell'Orazione i Morte i el Palazzo Corsini (1736). A partir de 1751, el rei de Nàpols, Carles VII (més tard rei d'Espanya amb el nom de Carles III), li va encarregar diversos treballs per a Nàpols, al costat de Luigi Vanvitelli.
A la Cort napolitana, Fuga es va dedicar a la renovació de la ciutat, on creà importants construccions com l'Albergo Reale dei Poveri, hospici per a albergar 8.000 pobres del Regne de Nàpols (actualment és Patrimoni de la Humanitat declarat per la UNESCO), així com una multitud de palaus. A Sicília projectà la remodelació de la Catedral de Palerm. No obstant això, la seva tasca més important va ser la reordenació de la trama urbana napolitana.